# Luis Orlando Hurtado
Luis Orlando Hurtado Cuesta (Quibdó, 28 de marzo de 1995) es un futbolista colombiano. Juega como delantero en el Génesis de la Liga Nacional de Honduras.

## Clubes
| Club                 | País                | Año                 | Partidos | Goles |
| -------------------- | ------------------- | ------------------- | -------- | ----- |
| Unión Magdalena      | Colombia            | 2015                | 5        | 1     |
| Águilas Doradas      | Colombia            | 2016 - 2018         | 44       | 0     |
| Atlético Bucaramanga | Colombia            | 2019                | 7        | 0     |
| Deportivo Malacateco | Guatemala           | 2020-2021           | 6        | 1     |
| Victoria             | Honduras            | 2022-2024           | 33       | 7     |
| Total en su carrera  | Total en su carrera | Total en su carrera | 95       | 9     |